# Polygala petitiana
Polygala petitiana är en jungfrulinsväxtart. Polygala petitiana ingår i släktet jungfrulinssläktet, och familjen jungfrulinsväxter.

## Underarter
Arten delas in i följande underarter:
- P. p. parviflora
- P. p. petitiana
- P. p. abercornensis